# I favolosi Tiny
I favolosi Tiny (Tiny Toon Adventures) è una serie televisiva d'animazione statunitense, trasmessa dal 14 settembre 1990 al 6 dicembre 1992 come prima collaborazione tra la Amblin Entertainment di Steven Spielberg e la Warner Bros. Animation dopo essere stata concepita alla fine degli anni settanta da Tom Ruegger. La serie segue le avventure di un gruppo di giovani personaggi dei cartoni animati che frequentano la Acme Looniversity per diventare la nuova generazione di personaggi della serie Looney Tunes.
L'episodio pilota, "Gli inizi", andò in onda in prima serata sulla CBS il 14 settembre 1990; le prime due stagioni della serie furono trasmesse in syndication, mentre la terza andò in onda su Fox Kids. La produzione della serie si concluse nel 1992 in favore di Animaniacs, ma altri due episodi speciali andarono in onda nel 1994 e 1995. È stato prodotto anche un film d'animazione tratto dalla serie intitolato Tiny Toon Adventures: Viva le vacanze. In Italia la prima stagione fu trasmessa su Canale 5 dal 23 settembre 1991, all'interno del programma Bim bum bam, mentre la seconda stagione e la terza stagione andarono in onda su Italia 1 dal 1993. La serie fu poi replicata su Rai 2, Cartoon Network, Boing, Boomerang e Cartoonito.

## Generalità

### Premessa
I favolosi Tiny è ambientata nella città immaginaria di Acme Acres, dove vivono la maggior parte dei personaggi Tiny Toons e Looney Tunes. I protagonisti frequentano la Acme Looniversity, una scuola in cui gli insegnanti sono principalmente pilastri dei classici cartoni animati della Warner Bros., come Bugs Bunny, Daffy Duck, Porky Pig, Silvestro, Taddeo, Wile E. Coyote e Beep Beep. Nella serie, l'università insegna ai personaggi dei cartoni animati a far ridere. La scuola non appare in ogni episodio, in quanto non tutte le storie ruotano attorno ad essa.
Come i cortometraggi cinematografici, la serie si avvale della fisica dei cartoni animati, della violenza ad essa correlata (ad esempio, incudini che cadono su qualcuno, abbondante uso di esplosivi) e dello slapstick. La serie si prende gioco e cita gli eventi contemporanei e la cultura di Hollywood. Di tanto in tanto, gli episodi scavano in velate storie sull'etica e la moralità di ecologia, autostima e criminalità.

### Personaggi
La serie è incentrata su un gruppo di giovani personaggi dei cartoni animati che frequentano una scuola chiamata Acme Looniversity per essere la prossima generazione di Looney Tunes. La maggior parte dei Tiny Toons furono progettati per assomigliare a versioni più giovani dei Looney Tunes esibendo caratteristiche e aspetti simili.
I due protagonisti sono due conigli: Buster Bunny, un coniglio blu, e Baby Bunny, una coniglietta rosa. Tra gli altri personaggi importanti nel cast, che sono in genere non umani, troviamo Duca Duck, un papero verde; Lindon J. Pig, un maialino rosa; Fifi La Fume, una femmina di puzzola viola e bianca; Fata Loon, una strolaga bianca; Dizzy Devil, un diavolo della Tasmania viola; Furfolo, un gatto blu; Melody, un canarino rosa; Calamity Coyote, un coyote grigio-bluastro; Speedy Beep, un roadrunner rosso-arancio; e Gogo Dodo, un dodo verde demenziale. Due personaggi umani, Montana Max ed Elmyra Duff, sono considerati i principali antagonisti della serie e sono anche studenti della Acme Looniversity. Come cattivi, Elmyra è vista come un'amante estrema degli animali, mentre Montana Max è un ricco bambino viziato e prepotente che possiede un sacco di giocattoli o fabbriche inquinanti. I personaggi di supporto includono Li'l Sneezer, un topo grigio dallo starnuto potente; Concord Condor, un condor viola; Byron Basset, un basset hound che solito dorme; Bookworm, un verme verde con gli occhiali; Arnold il Pit Bull, un muscoloso pit bull bianco; Fowlmouth, un gallo bianco dal linguaggio orribile; Barky Marky, un cane marrone, e Mary Melody, una ragazzina afroamericana.
A istruire i personaggi ci sono i più tradizionali Looney Tunes, come Bugs Bunny, Daffy Duck e Porky Pig. Gran parte degli adulti insegnano presso la Acme Looniversity e servono come mentori ai Tiny Toons, mentre altri riempiono posizioni secondarie, se necessario.

## Produzione

### Pre-produzione
Secondo lo sceneggiatore Paul Dini, I favolosi Tiny nacque da un'idea di Terry Semel, allora presidente della Warner Bros., che voleva "iniettare nuova vita nel reparto della Warner Bros. Animation" e allo stesso tempo creare una serie con versioni giovani dei Looney Tunes. Semel propose che i personaggi fossero o giovani versioni dei personaggi originali di Looney Tunes e Merrie Melodies o nuovi personaggi come loro discendenti. L'idea di una serie basata su versioni più giovani di personaggi famosi era comune a quel tempo, come dimostrano Muppet Babies, Il cucciolo Scooby-Doo, Tom & Jerry Kids e The Flintstone Kids. La Warner Bros. scelse di fare la stessa cosa perché Steven Spielberg voleva fare una serie simile alle Looney Tunes, come spiegò il produttore Tom Ruegger: "Beh, penso che nel caso della Warner Bros., ebbero l'opportunità di lavorare con Steven su un progetto (...) Ma lui non voleva lavorare solo sui personaggi che Chuck Jones, Friz Freleng, Robert McKimson e Robert Clampett avevano creato e resi famosi. Voleva essere coinvolto nella creazione di alcuni nuovi personaggi". Il risultato fu una serie simile alle Looney Tunes senza l'uso degli stessi personaggi.
Nel 1987 la Warner Bros. Animation si rivolse a Spielberg per collaborare con Semel e il capo delle licenze Dan Romanelli sulle idee di Semel. Alla fine decisero che i nuovi personaggi sarebbero stati simili ai personaggi delle Looney Tunes senza alcun rapporto diretto. Tuttavia, I favolosi Tiny non entrò in produzione allora, in quanto inizialmente doveva essere un lungometraggio cinematografico.

### Sceneggiatura
Nel dicembre 1988 I favolosi Tiny divenne una serie televisiva, con Jean MacCurdy come sovrintendente alla produzione dei primi 65 episodi. La MacCurdy disse che I favolosi Tiny fu trasformato in una serie televisiva per "raggiungere un pubblico più vasto". La MacCurdy assunse Tom Ruegger, che in precedenza aveva scritto cartoni animati per Filmation e Hanna-Barbera, come produttore. Nel gennaio del 1989 Ruegger e lo sceneggiatore Wayne Kaatz iniziarono a sviluppare i personaggi e l'ambientazione di Acme Acres con Spielberg. Tra i primi sceneggiatori della serie c'erano Jim Reardon, Tom Minton ed Eddie Fitzgerald. I progettisti di personaggi e paesaggi includono Alfred Gimeno, Ken Boyer, Dan Haskett e Karen Haskett.
"Buster e Babs vanno alle Hawaii" fu co-sceneggiato da tre ragazze allora adolescenti che erano fan della serie.

### Casting
A partire dal gennaio 1989, la direttrice del doppiaggio Andrea Romano provinò oltre 1200 voci per la serie e scelse più di una dozzina di doppiatori principali. Il ruolo di Buster Bunny fu assegnato a Charlie Adler, che diede al ruolo, come detto dal produttore Tom Ruegger, "una grande quantità di energia". Il ruolo di Baby Bunny andò a Tress MacNeille. Paul Dini disse che la MacNeille andava bene per il ruolo perché poteva fare sia la voce di Baby che quelle delle sue imitazioni. Ai doppiatori Joe Alaskey e Don Messick furono dati rispettivamente i ruoli di Duca Duck e Lindon J. Pig. Danny Cooksey interpretò Montana Max e, secondo Paul Dini, andava bene per il ruolo perché poteva fare una "tremenda voce meschina". Cooksey fu anche l'unico doppiatore nel cast a non essere un adulto. Cree Summer interpretò i ruoli di Elmyra Duff e Mary Melody; l'ex membro del Saturday Night Live Gail Matthius interpretò Fata Loon, e Kath Soucie ebbe i ruoli di Fifi La Fume e Li'l Sneezer. Altri doppiatori per la serie includono Maurice LaMarche per Dizzy Devil, Candi Milo per Melody, Frank Welker per Gogo Dodo, Furfolo, Byron Basset, Calamity Coyote, Speedy Beep, Barky Marky e altre voci, e Rob Paulsen per Fowlmouth, Arnold il Pit Bull, Concord Condor e altri personaggi.
Durante la produzione della terza stagione, Adler lasciò la serie a causa di un conflitto con i produttori. Adler fu irritato dal fatto che non aveva ottenuto un ruolo in Animaniacs mentre a doppiatori con piccoli ruoli ne I favolosi Tiny come Rob Paulsen, Maurice LaMarche e Frank Welker erano stati dati ruoli da protagonista nella nuova serie. John Kassir sostituì Adler per il resto della serie. Anche Joe Alaskey, la voce di Duca Duck, lasciò la serie per motivi economici, ma ritornò quando fu raggiunto un accordo con lo studio.

### Animazione
Nell'aprile del 1989 iniziò la produzione degli episodi, con un budget totale di 25 milioni di dollari. Per completare i 65 episodi della prima stagione, Warner Bros. e Amblin Entertainment misero sotto contratto diversi studi di animazione differenti. Questi includevano Tokyo Movie Shinsha (ora conosciuta come TMS Entertainment), Wang Film Productions, AKOM, Freelance Animators New Zealand, Encore Cartoons, StarToons e Kennedy Cartoons. La Tokyo Movie Shinsha animò anche la sigla della serie. Al personale della Warner Bros. non piaceva lavorare con la Kennedy Cartoons a causa della qualità inconsistente dello studio, e gli episodi da loro animati dovevano spesso essere rifatti più volte. In altri casi, come ad esempio l'episodio di debutto "Gli inizi", porzioni degli episodi animati dalla Kennedy venivano animati nuovamente da un altro studio. La Kennedy Cartoons fu licenziata dopo la fine della prima stagione.
I favolosi Tiny fu realizzata con un valore di produzione superiore a quello dell'animazione televisiva standard. Aveva un conteggio di rodovetri che era più che doppio rispetto a quello della maggior parte dell'animazione televisiva. La serie aveva circa 25.000 rodovetri per episodio invece dello standard di 10.000, il che la rende unica in quanto i personaggi si muovevano in modo più fluido. Pierre DeCelles, un produttore dell'animazione, descrisse gli storyboard per la serie come "divertenti, ma una grande sfida, perché ho sempre avuto brevi scadenze, e non è sempre facile lavorare a pieno ritmo senza sosta".

### Colonna sonora
La Warner Bros. selezionò Bruce Broughton per scrivere la sigla (per la quale avrebbe vinto un Daytime Emmy Award con Tom Ruegger e Wayne Kaatz, che avevano lavorato con Broughton sul testo) e servire come supervisore musicale. Oltre a scrivere la colonna sonora di undici episodi, Broughton scelse altri 26 compositori per il resto della serie.

## Doppiaggio
| Nome personaggio | Doppiatore originale      | Doppiatore italiano                                    |
| ---------------- | ------------------------- | ------------------------------------------------------ |
| Buster Bunny     | Charlie Adler John Kassir | Stefano Dondi (1ª voce) Diego Sabre (2ª voce)          |
| Baby Bunny       | Tress MacNeille           | Graziella Porta                                        |
| Duca Duck        | Joe Alaskey               | Davide Garbolino                                       |
| FiFì La Fume     | Kath Soucie               | Graziella Porta                                        |
| Lindon J. Pig    | Don Messick               | Veronica Pivetti                                       |
| Elmyra Duff      | Cree Summer               | Donatella Fanfani (1ª voce) Marina Massironi (2ª voce) |
| GoGo Dodo        | Frank Welker              | Daniele Demma                                          |
| Montana Max      | Danny Cooksey             | Jasmine Laurenti                                       |
| Dizzy Devil      | Maurice LaMarche          | Pietro Ubaldi                                          |
| Melody           | Candi Milo                | Irene Scalzo                                           |
| Fata Loon        | Gail Matthius             | Donatella Fanfani                                      |

## Spin-off
Nel 1992 fu trasmessa nel blocco di programmazione Fox Kids una serie in 13 episodi intitolata The Plucky Duck Show e incentrata sul personaggio di Duca Duck. Tuttavia, ad eccezione del primo episodio The Return of Batduck (poi replicato come episodio de I favolosi Tiny), era interamente composta da repliche di episodi de I favolosi Tiny con protagonista assoluto Duca.
Nel 1998 un secondo spin-off di 13 episodi, intitolato Pinky, Elmyra & the Brain, debuttò su Kids' WB. Questa serie è un crossover con protagonisti Elmyra Duff e Mignolo e il Prof, altri due personaggi apparsi originariamente in Animaniacs prima di ricevere una loro serie spin-off, Pinky and the Brain. In Pinky, Elmyra & the Brain, Mignolo e il Prof sono diventati gli animali domestici di Elmyra dopo che il Prof ha distrutto accidentalmente la loro casa, il laboratorio ACME, durante un esperimento.

## Reboot
Dall'8 settembre 2023 è in onda su Cartoon Network Tiny Toons Looniversity, un reboot della serie sviluppato da Erin Gibson e Nate Cash e nuovamente prodotto da Amblin Television e Warner Bros. Animation con Spielberg come produttore esecutivo.